# Liste von integrierten Entwicklungsumgebungen
Diese Liste enthält integrierte Entwicklungsumgebungen.

## Freieintegrierte Entwicklungsumgebungen
- Android Studio (Entwicklung von Android-Applikationen)
- Anjuta (C, C++ mit GTK+)
- Apache Flex (Entwicklungsframework für Rich Internet Applications)
- Arduino (Programmierung von Arduino-Entwicklungsboards)
- BlueJ (Java-IDE für Ausbildungszwecke)
- C++Builder (Rapid Application Development für C++)
- CodeLite (C, C++, PHP)
- Code::Blocks (C, C++)
- DrJava (Java)
- Eclipse (theoretisch alle, praktisch v. a. Java)
- Eric Python IDE (Python, Ruby)
- FlashDevelop (IDE für Flash-Anwendungen)
- Gambas mit IDE (Visual-Basic-Dialekt)
- Geany (unterstützt zahlreiche Sprachen)
- GNAT Programming Studio (Ada, C, C++, JavaScript, Pascal, Python)
- Gnome Builder (unterstützt zahlreiche Sprachen, Teil der Arbeitsumgebung Gnome)
- Greenfoot (Java-IDE für Ausbildungszwecke)
- IDLE Integrated Development and Learning Environment, eine einfache IDE für Python
- IntelliJ IDEA (Open Source Community Edition) (Java, Kotlin, Groovy, Scala)[1]
- jGRASP (Java)
- KBasic (Linux-Version)
- KDevelop (C, C++, PHP, Python)
- Lazarus (Free Pascal)
- LiveCode (Open Source Community Ed.)[2]
- MinGW Developer Studio (C, C++)
- MonoDevelop (Boo, C#, Java, CIL, Visual Basic .NET, Oxygene, Python, Vala, C, C++)
- NetBeans IDE (Java, JavaScript, Python, C, C++, Ruby, UML, PHP, Kotlin, Groovy, Scala, Clojure)
- Orwell Dev-C++ (C, C++)
- PlatformIO ist ein plattform- und architekturübergreifendes Werkzeug für eingebettete Systeme
- PyCharm (Community Edition) (Python)
- Qt Creator (C++ mit Qt)
- RStudio für die Statistik-Programmiersprache R und mit Hilfe von RMarkdown für weitere Programmiersprachen wie Python und SQL
- Scratch – 2007 veröffentlichte erziehungsorientierte visuelle Programmiersprache mit integrierter Entwicklungsumgebung für Kinder
- SharpDevelop (theoretisch alle .Net-Framework-Sprachen, derzeit insbesondere Boo, C++/CLI, C#, CIL, Visual Basic .NET)
- SLIME (Common Lisp, basierend auf dem Emacs-Editor)
- Snap! (BYOB) – auf Scratch aufbauende, objektorientierte Entwicklungsumgebung für fortgeschrittenen Informatikunterricht und Studium
- Spyder (Python; Teil der Anaconda-Distribution)
- TIGCC (GNU C)
- TOPCASED (Ziel: Komplettes Systems Engineering für die Bereiche Automotive und Luft- und Raumfahrttechnik, derzeit UML, C, C++)
- Ultimate++ (C++)
- Visual Studio Code (JavaScript, C++)
- WaveMaker (Java, JavaScript, HTML, CSS)
- WideStudio (C, C++, Java, Perl, Ruby, Python, Objective CAML)
- Yakindu Statechart Tools (Werkzeug zur Entwicklung von Systemen mit Hilfe von Zustandsautomaten)

## Proprietäreintegrierte Entwicklungsumgebungen
- Apple Xcode
- B4X (Gruppe von RAD-Entwicklungsumgebungen zur plattformübergreifenden Entwicklung von Apps mit einem BASIC-Dialekt)
  - B4A (Kostenlose IDE zur Programmierung von Android Apps)
  - B4i (Kostenpflichtige IDE zur Programmierung von iOS Apps)
  - B4J (Kostenlose IDE zur Programmierung von Java-Anwendungen)
  - B4R (Kostenlose IDE zur Programmierung von Arduino-Entwicklungsboards)
- conzept 16 (Datenbanksystem mit integrierter Entwicklungsumgebung der vectorsoft)
- Embarcadero Technologies (ehemals Borland)
  - Delphi IDE (Delphi Language)
  - C++Builder (C++)
  - C#Builder (C# und rudimentär VB.NET)
  - JBuilder (Java)
  - Kylix IDE (Delphi Language, C++)
  - Turbo C IDE (Die Version 2.01 von 1989 für 16-Bit-DOS-Programme ist Freeware.)
  - Turbo-Pascal IDE (Pascal)
  - Borland-Pascal IDE (Pascal)
- PureBasic IDE
- IBM Rational Application Developer
- Infineon AURIX Development Studio
- JetBrains
  - IntelliJ IDEA (Java, Kotlin, Groovy, Scala, JavaScript, ActionScript, HTML, CSS, UML)
  - PyCharm (Python)
  - PhpStorm (PHP)
  - WebStorm (JavaScript, TypeScript, HTML5, Node.js, Angular/AngularJS, React/React Native)
  - RubyMine (Ruby)
  - CLion (C/C++)
  - AppCode (Objective-C, Swift)
- LiveCode (proprietäre Indy & Business Ed.)[2]
- Microsoft
  - Access
  - Programmer’s WorkBench (zeichenorientierte IDE von Microsoft, die zusammen mit dem Microsoft Macro Assembler 6.0, Microsoft C 6.0 und dem Microsoft BASIC Professional Development System 7.0 vertrieben wurde)
  - Visual Studio (theoretisch alle Programmiersprachen, derzeit insbesondere Visual Basic .NET, C/C++, C++/CLI, C# und F#)
  - Visual Studio Community Edition (Funktionsumfang entspricht der Professional Edition) sowie Visual Studio Express Editions (jeweils verfügbar für C++, C, C#, Visual Basic .NET; IDE von Microsoft mit eingeschränkter Funktionalität im Vergleich zur kostenpflichtigen Version, aber die kompilierten Programme dürfen auch kommerziell vertrieben werden.)
- National Instruments
  - LabVIEW
  - LabWindows/CVI
- ProSign iCon-L IDE von ProSign GmbH
- Sybase PowerBuilder (Powerscript)
- winsoft PocketStudio
- Xinox Software JCreator (Java)
- Zend Studio (PHP)
- BlackBox Component Builder (IDE für Component Pascal)
- Codesys (SPS)
- JDeveloper (Java, JavaScript, PHP u. a.)
- Quanta Plus (z. T. auch als „Quanta Plus Free“ bezeichnet) (XML, HTML, XHTML, PHP, CSS, Java, JavaScript)
- Virtual-C IDE (C)
- XDEV 3 (freie Rapid Application Development IDE für Java, Swing GUI-Builder, Application Framework, Databindings)
- ASCET (C, ESDL, grafische Modellierung)
- CodeWarrior
- Cubic IDE
- Gupta Team Developer (GUPTA/Centura SAL Scalable Application Language)
- Maestro I (historische, weltweit erste integrierte Entwicklungsumgebung, 1975)
- Visual Objects
- WebDev
- WinDev
- Xojo (IDE zur Entwicklung von Apps für macOS, Linux und Windows)